# 小行星9065
小行星9065（英語：9065）是一颗围绕太阳公转的小行星。1993年3月25日，上田清二、金田宏在钏路市发现了此天体。
这颗小行星的绝对星等为142.4957049302384等。